# Hamilton (Saint Vincent i Grenadyny)
Hamilton – miasto w Saint Vincent i Grenadynach; na wyspie Bequia wchodzącej w skład Grenadyn; 640 mieszkańców (2006). Przemysł spożywczy.